# آن إنجر
آن إنجر ، (آن إنجر لانشتاين سابقًا)(من مواليد 9 ديسمبر 1949)، هي سياسية نرويجية شغلت منصب حاكم مقاطعة أوستفولد من 2004 حتى 2015 ، وزعيمة حزب الوسط من 1991 إلى 1999 ، ومعارضة لفكرة الانضمام إلى الاتحاد الأوروبي. كانت الشخصية الأولى في حملة «لا للاتحاد الأوروبي» الناجحة في استفتاء 1994 . كانت أيضًا رائدة في الحملة الفاشلة ضد الإجهاض عند الطلب في النرويج في أواخر السبعينيات.
شغلت منصب وزيرة الثقافة 1997 – 2000 ؛ وشغلت منصب رئيسة وزراء النرويج بالإنابة لمدة ثلاثة أسابيع في عام 1998، خلال إجازة كجيل ماجني بونديفيك المرضية. وهي عضو في للجنة جائزة نوبل لعام 2020